# Jorge Soares
Pour les articles homonymes, voir Soares.
Jorge Soares, de son nom complet Jorge Manuel Guerreiro Soares est un footballeur portugais né le 22 octobre 1971 à Aljustrel. Il évoluait au poste de défenseur central.

## Biographie
Il fait partie du groupe portugais finaliste de l'Euro espoirs 1994. Il ne joue toutefois aucun match avec la sélection espoirs portugaise.

## Carrière
- 1989-1996 :  Sporting Farense
- 1996-1998 :  Benfica Lisbonne
- 1998-2003 :  CS Marítimo
- 2003-2004 :  União Madeira
- 2004-2008 :  Louletano DC[1],[2]

## Palmarès

### En sélection
- Finaliste de l'Euro espoirs en 1994